# Смоленск-Южный (аэропорт)
Смоленск-Южный — аэропорт города Смоленска.
Аэропорт выведен из эксплуатации в начале 2000-х годов, по состоянию на 2012 год используется как спортивный аэродром для полётов спортивной авиации (свидетельство о регистрации государственного аэродрома № 183 от 2010 г.) и посадочная площадка при проведении авиационных работ (посадочная площадка с наименованием «Смоленск (Тихвинка)» зарегистрирована в МТУ ВТ ЦР 07.11.2011 г. в существующих границах аэродрома «Смоленск (Южный)»).
Аэродром передан в бессрочное пользование Смоленскому региональному отделению ДОСААФ России. Оператором аэродрома является Смоленский аэроклуб «Полёт». На аэродроме базируется также ЗАО «Смоленскаэротранс».
Вблизи города имеется ещё один аэродром (военный) «Смоленск-Северный»; возможно, на его основе в перспективе будет создан новый аэропорт Смоленска.

## История
Аэродром ранее был способен принимать самолёты Як-40, Ан-24 и все более лёгкие (максимальная масса воздушного судна — 24 тонны), а также вертолёты любых типов.
Смоленским объединённым авиаотрядом (287 Лётный отряд УГАЦиА) эксплуатировались самолёты Л-410, (Л-410МУ с бортовыми номерами 67200, 67201, 67202, 67203, 67204, 67205, 67206 (потерпел аварию 3 августа 1979 года в аэропорту Ржевка) 67207, 67208. Л-410УВП с бортовыми номерами 67106, 67107, 67108, 67109, 67133, 67495, 67496. Л-410УВП-Э с бортовыми номерами 67611, 67612, 67619, 67620, 67639, 67641, 67657) на которых в 1970—1980-х годах выполнялись регулярные авиарейсы в ряд городов СССР: Брянск, Воронеж, Днепропетровск, Новгород, Москва, Великие Луки, Пенза, Тула, Саратов, Ленинград, Гомель, Черкассы, Мариуполь, Киев, Липецк, Минск.
В 2008 году властями смоленского региона высказывались предположения о восстановлении работы аэропорта и проведении его модернизации.
1 мая 2023 года, впервые за 30 лет, на аэродроме совершил посадку самолёт Як-40, вылетевший из аэропорта Внуково-3. Время в полете заняло 50 минут. Единственным пассажиром был Ян Вишнеский, который возглавляет компанию «Смоленские Авиалинии». По его словам, прилетят ещё 3 самолёта ЯК-40; Вишневский заявил, что все они куплены в Вологде и находятся в отличном состоянии, хоть их возраст около 43 лет. Планируется, что будут запущены регулярные авиарейсы Смоленск — Санкт-Петербург. Время в пути составит 1,5 часа, цена около 8 тысяч рублей.